# Aldo Nadi
Aldo Nadi (n. 29 aprilie 1899, Livorno, Italia – d. 10 noiembrie 1965, Los Angeles, California, SUA) a fost un scrimer italian, laureat cu trei medalii de aur pe echipe la cele trei arme la Jocurile Olimpice de vară din 1920.

## Carieră

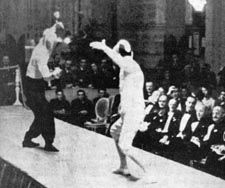
Aldo și Nedo într-un meci de prezentare la Cannes în anul 1935

Aldo Nadi și-a născut la Livorno în Italia. Fratele său Nedo și el au fost învățat la clubul „Fides” de tatăl lor, maestru Giseppe „Beppe” Nadi, să practice floreta și sabia. Pentru că tatăl lor nu-i plăcea spada, au practicat-o ei singuri. La Jocurile Olimpice de vară din 1920 de la Anvers a câștigat Aldo titlul olimpic pe echipe la cele trei arme și medalia de argint la sabie individual, medalia de aur fiind cucerită de fratele său Nedo.
După Jocurile de la Anvers a devenit maestru de scrimă, și anume profesional. Pe 30 ianuarie 1922 l-a întâlnit pe francezul Lucien Gaudin, pe care îl învinsese la finală de floretă pe echipe la Anvers 1920, într-un meci de prezentare la Circul de iarnă din Paris. La „meciul secolului” au asistat 7000 de spectatori, dar 4000 de oameni nu au mai putut să-și găsească bilete de vânzare. Nedo a fost învins de Gaudin, scor fiind 11-20. Amândoi s-au luptat în duel trei ani mai târziu.
În anul 1935 Nadi a emigrat în Statele Unite ale Americii, unde și-a înființat o școală de scrimă la New York. În anul 1943 s-a mutat la Hollywood pentru a pregăti pe actorii, în special Tyrone Power. A reglat scenele de scrimă la filmele Frenchman's Creek (1944), Captain from Castile (1947) și The Mississippi Gambler (1953). El însuși a apărut în filmul To Have and Have Not (1944).
În anul 1943 și-a publicat un tratat de scrimă, On Fencing (Scrima). Autobiografia sa, intitulată Mask Off (Scos masca), a fost publicată doar în 1995 sub titlul The Living Sword (Spada de viață).

## Legături externe
- Prezentare pe IMDb
- en Aldo Nadi la Olympedia.org